# Richard De Winter

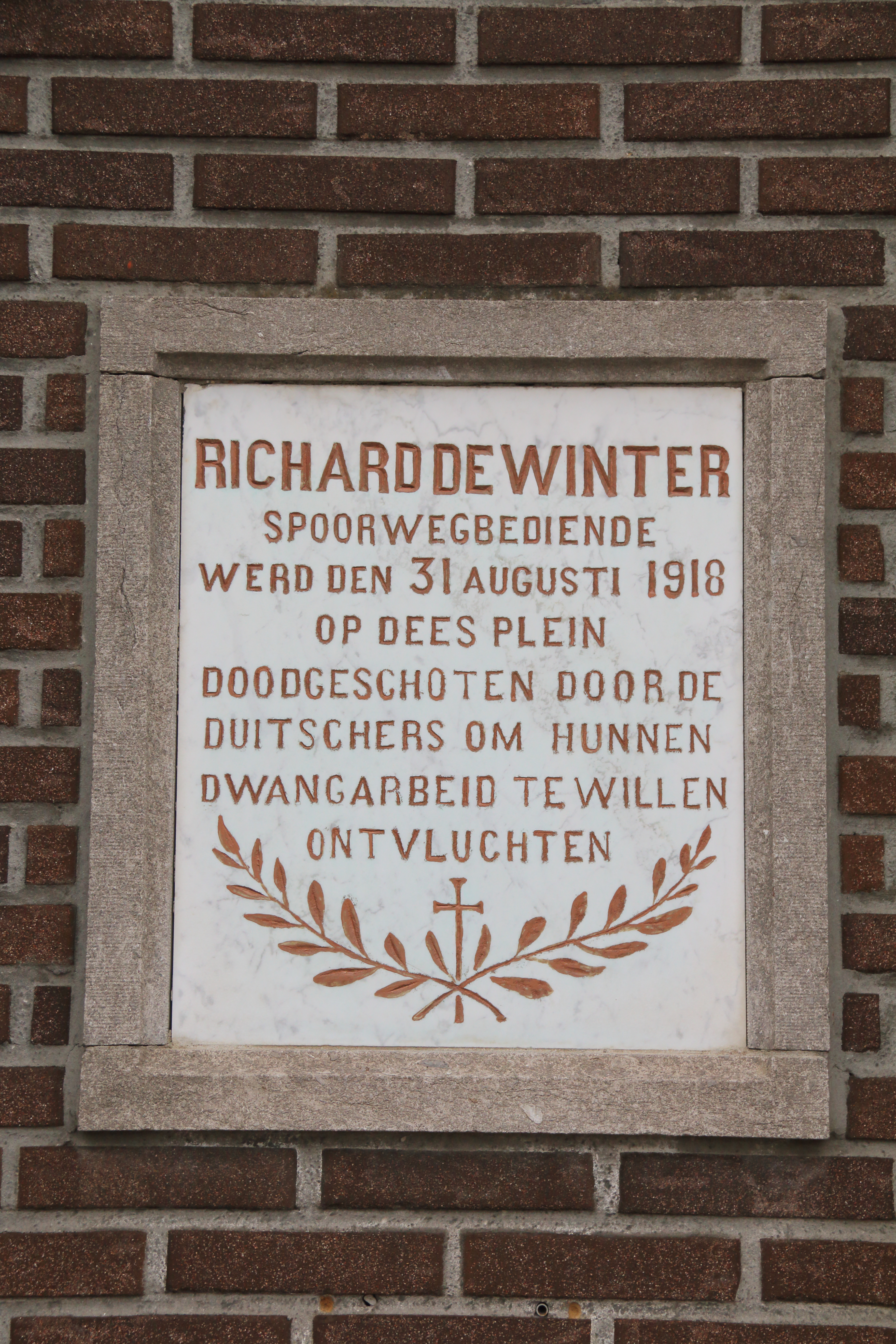
Gedenkplaat voor Richard De Winter op het Zottegemse Stationsplein

Richard De Winter (Elene, 7 december 1882, Zottegem, 31 augustus 1918) is een oorlogsslachtoffer uit het Belgische Zottegem tijdens de Eerste Wereldoorlog. De Winter was spoorwegbediende (hulplijnlegger bij het beheer der Telegraffen). Hij werd op 31 augustus 1918 doodgeschoten toen hij probeerde te ontsnappen aan de opeising door de Duitsers (om naar een Duits werkkamp te gaan). Hij werd op het Stationsplein dodelijk in de rug getroffen en hij stierf in het burgerlijk hospitaal aan de Grotenbergestraat. 

Op zondag 15 juni 1919 werd hij gehuldigd in Zottegem. In 1921 werd beslist aan het station Zottegem een gedenkplaat voor hem aan te brengen. De tekst op de gedenkplaat luidt: Richard De Winter spoorwegbediende werd den 31 augusti 1918 op dees plein doodgeschoten door de Duitschers om hunnen dwangarbeid te willen ontvluchten.